# 辐射度量学
辐射度量学是研究各种电磁辐射强弱的学科。其包含一系列可以測量電磁輻射的科技，包含可見光。光學中的輻射測量技術描繪了太空中輻射能的分布，與描繪光與人眼的交互作用的光度學相反。輻射度量學也與光子計數之類的量子測量技術不同。
辐射度量学中最基本的物理量就是辐射通量，是单位时间内通过某一面积的所有电磁辐射（包括红外、紫外和可见光）总功率的度量，既可以指一辐射源发出辐射的功率，也可以指到达某一特定表面的辐射能量的功率。单位是瓦特。用輻射計測量輻射通量來確定物體或氣體的溫度的技術被稱為高溫測量法。手持的紅外線溫度計通常會做為紅外測溫儀銷售。
对于非单色辐射，人们往往关心能量的频谱分布，叫做辐射通量的谱密度。单位是瓦特/赫兹。
輻射度量學在天文學領域相當重要，特別是無線電天文學，並且在地球遙測方面扮演了重要的角色。在光學中被歸類為輻射測量的測量技術在某些天文應用中被稱為光度測量，這與該術語在光學領域的使用相反。
| 物理量                                       | 符号       | 国际单位制                                         | 單位符號                      | 注释                                     |
| -------------------------------------------- | ---------- | -------------------------------------------------- | ----------------------------- | ---------------------------------------- |
| 輻射出射度（Radiant exitance）               | Me         | 瓦特每平方米                                       | W·m−2                         | 表面出射的辐射通量                       |
| 辐射度（Radiosity）                          | Je or Jeλ  | 瓦特每平方米                                       | W⋅m−2                         | 表面出射及反射的辐射通量总和             |
| 輻射率（Radiance）                           | Le         | 瓦特每球面度每平方米                               | W·sr−1·m−2                    | 每單位立體角每單位投射表面的辐射通量。   |
| 辐射能（Radiant energy）                     | Qe         | 焦耳                                               | J                             | 能量。                                   |
| 辐射能量密度（Radiant energy density）       | ωe         | 焦耳每立方米                                       | J⋅m−3                         |                                          |
| 辐射强度（Radiant intensity）                | Ie         | 瓦特每球面度                                       | W·sr−1                        | 每單位立體角的辐射通量。                 |
| 辐射曝光量（Radiant exposure）               | He         | 焦耳每平方米                                       | J⋅m−2                         |                                          |
| 辐射通量（Radiant flux）                     | Φe         | 瓦特                                               | W                             | 每單位時間的辐射能量，亦作「辐射功率」。 |
| 輻照度（Irradiance）                         | Ee         | 瓦特每平方米                                       | W·m−2                         | 入射表面的辐射通量。                     |
| 光譜辐射出射度（Spectral radiant emittance） | Meλ 或 Meν | 瓦特每立方米 或 瓦特每平方米每赫兹                 | W⋅m−3 or W⋅m−2⋅Hz−1           | 表面出射的辐射通量的波长或频率的分布     |
| 光譜輻射率（Spectral radiance）              | Leλ 或 Leν | 瓦特每球面度每立方米 或 瓦特每球面度每平方米每赫兹 | W⋅sr−1⋅m−3 或 W⋅sr−1⋅m−2⋅Hz−1 | 常用W⋅sr−1⋅m−2⋅nm−1                      |
| 光譜輻照度（Spectral irradiance）            | Eλ 或 Eν   | 瓦特每立方米 或 瓦特每平方米每赫茲                 | W·m−3 或 W·m−2·Hz−1           | 通常測量單位為 W·m−2·nm−1                |
| 光譜功率（Spectral power）                   | Φeλ        | 瓦特每米                                           | W⋅m−1                         | 辐射通量的波长分布                       |
| 光谱强度（Spectral intensity）               | Ieλ        | 瓦特每球面度每米                                   | W⋅sr−1⋅m−1                    | 辐射强度的波长分布                       |